# Kovačice
Kovačice (Servisch cyrillisch Ковачице) is een plaats in de Servische gemeente Valjevo. De plaats telt 203 inwoners (2002).

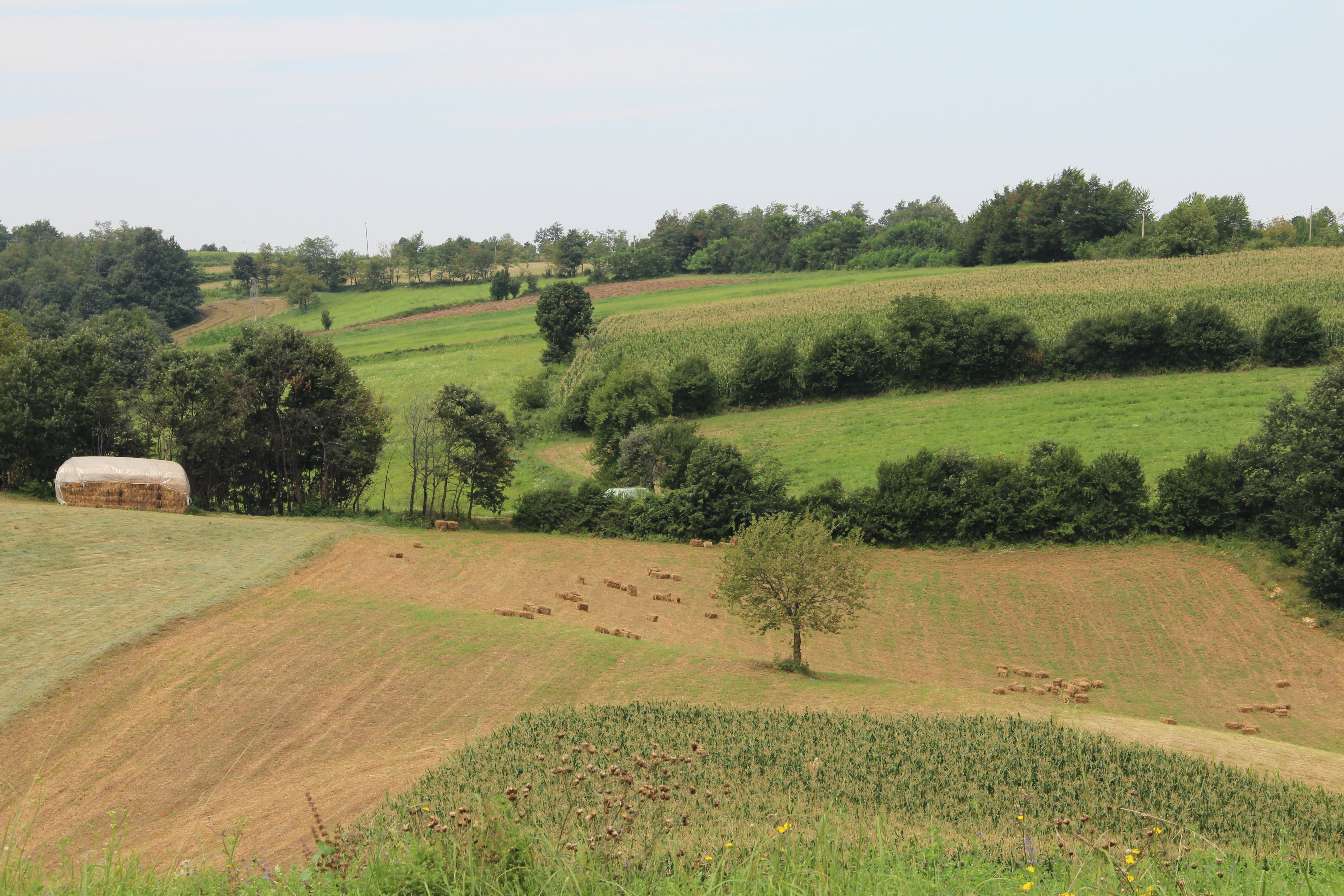
Kovačice - panorama
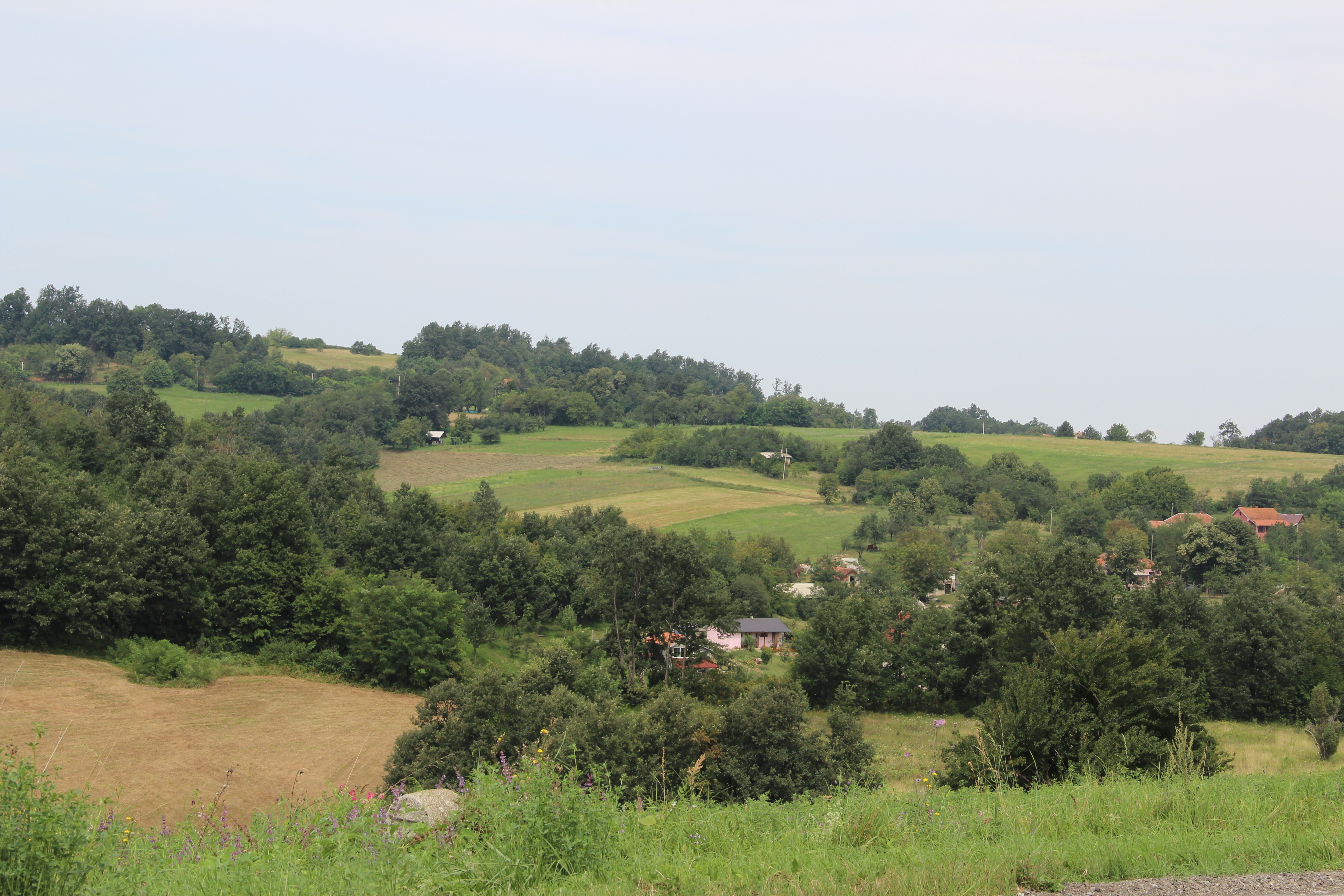
Kovačice - panorama
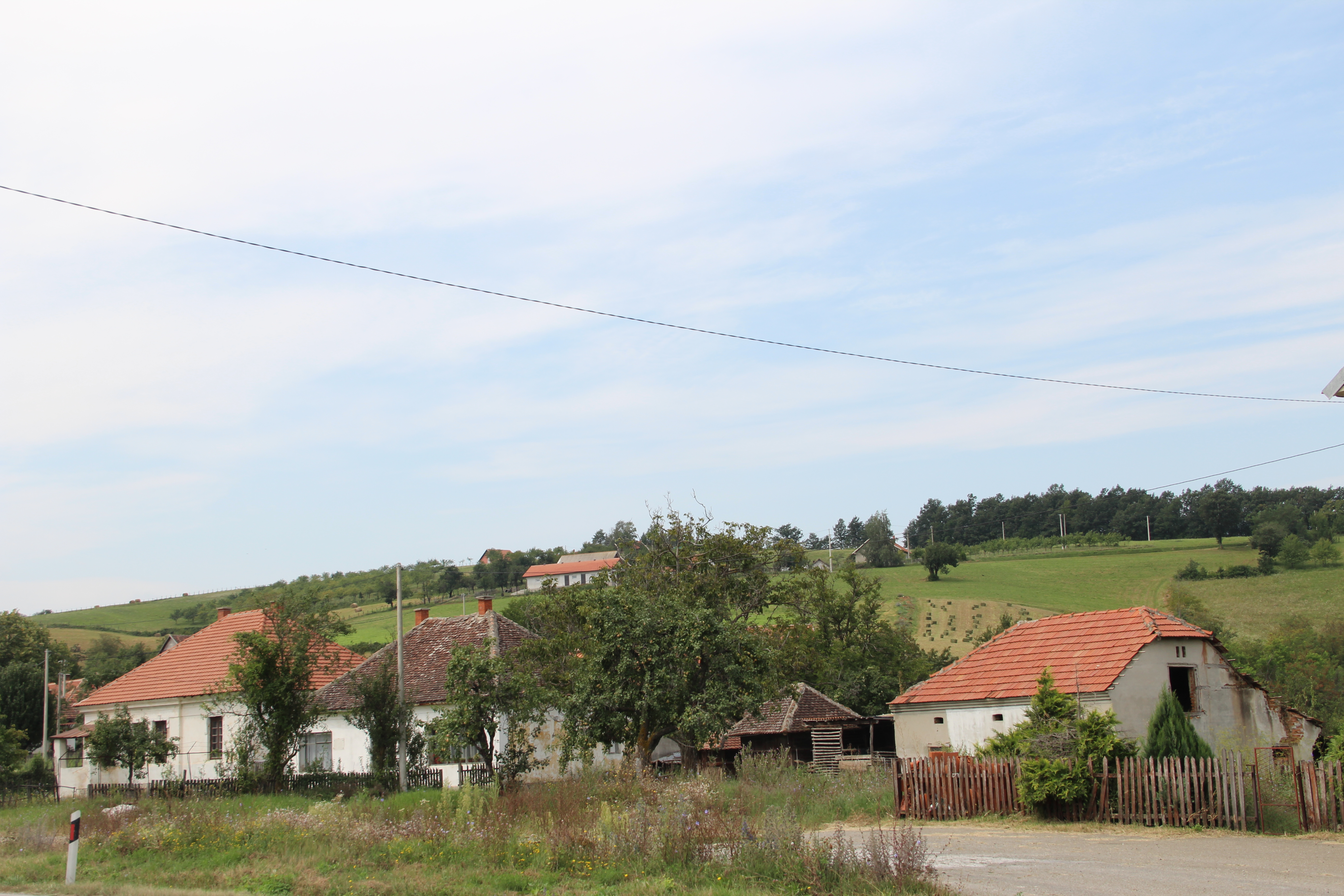
Kovačice - panorama
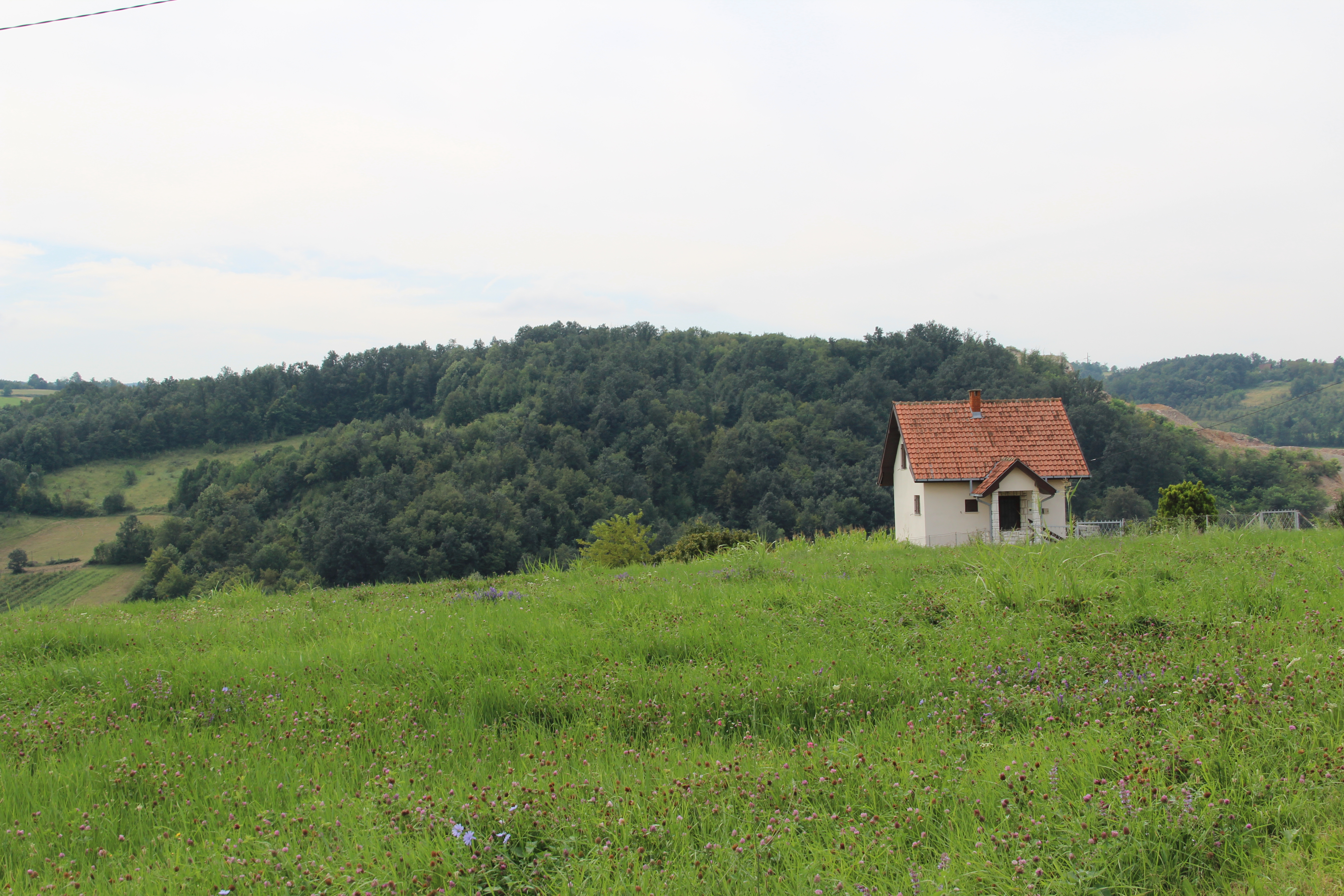
Kovačice - panorama
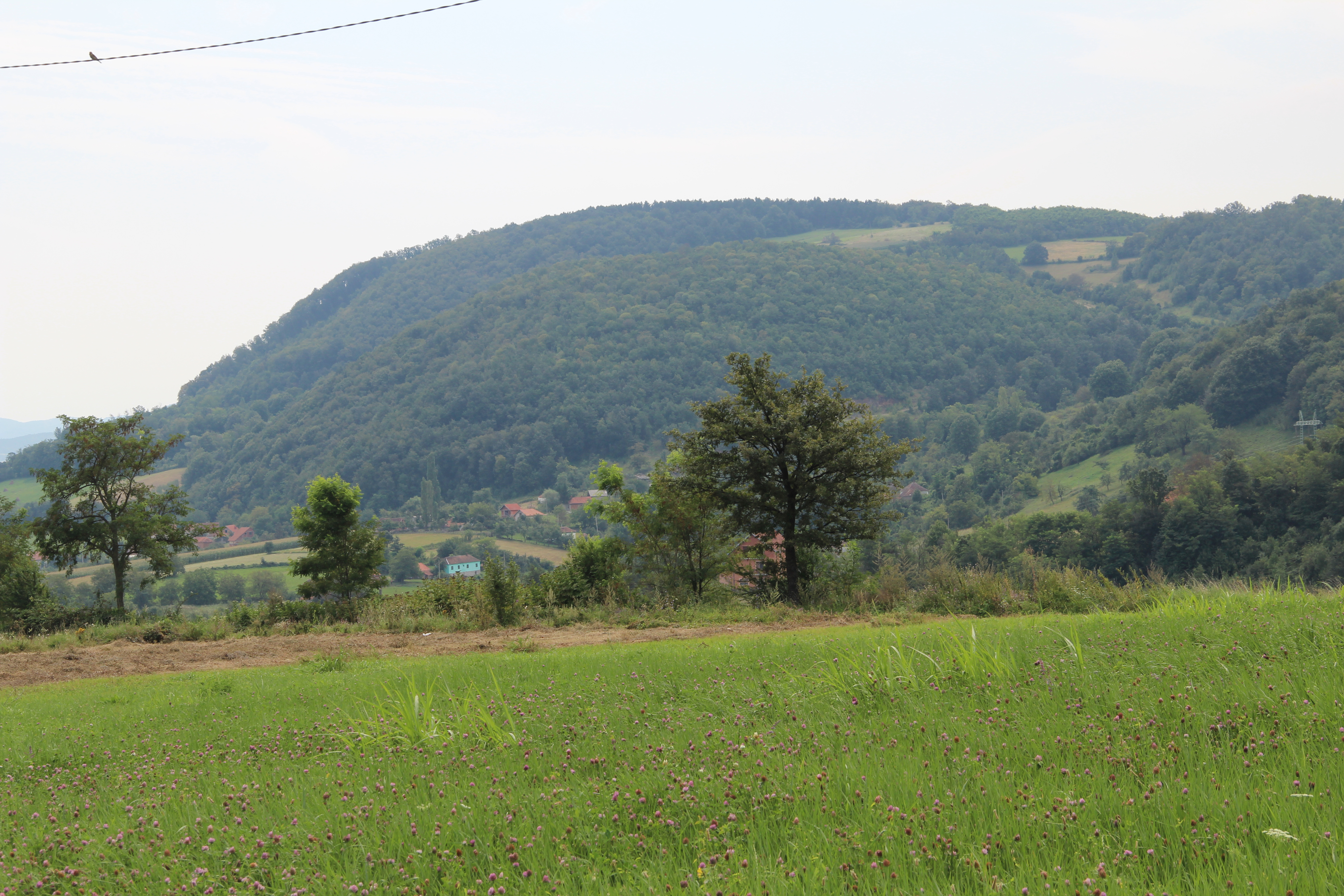
Kovačice - panorama
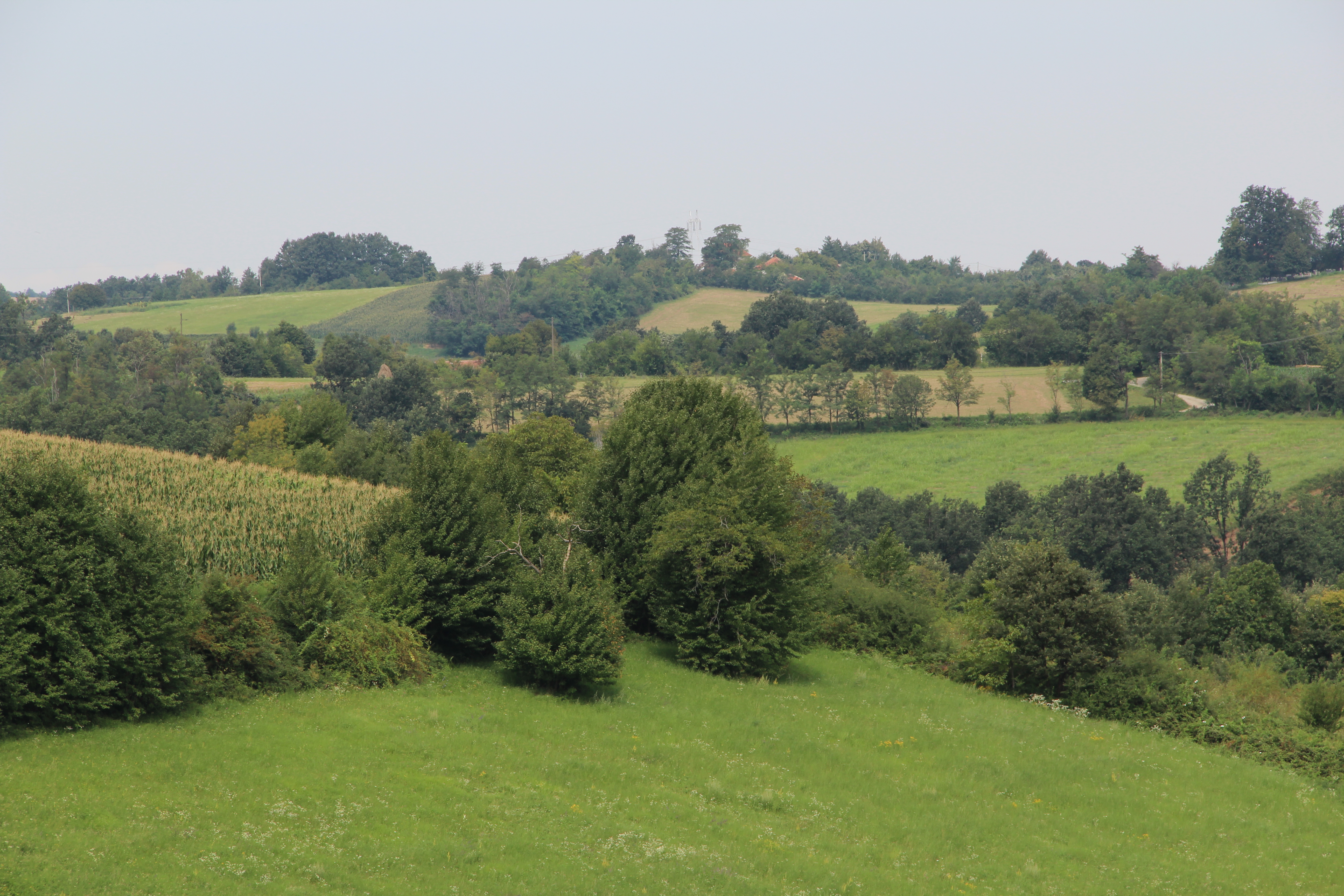
Kovačice - panorama